# مجلة أسرتي
مجلة أسرتي هي مجلة كويتية تأسست عام 1964، وقد أسستها غنيمة فهد المرزوق،. تعتبر غنيمة المرزوق من أوائل الصحافيات في الكويت ومنطقة الخليج العربي، وهي من مؤسسي جمعية الصحافيين الكويتية.